# Grenke Chess Classic
Grenke Chess Classic és un torneig d'escacs que té lloc a les ciutats alemanyes de Baden-Baden i Karlsruhe. La primera edició es va fer el 2013, quan va assolir la categoria XIX de torneigs de Grans Mestres. Se n'han fet edicions anuals des de llavors, llevat de l'any 2016.

## Quadre d'honor
| # | Any     | Guanyador         |
| - | ------- | ----------------- |
| 1 | 2013[2] | Viswanathan Anand |
| 2 | 2014[3] | Arkadij Naiditsch |
| 3 | 2015[4] | Magnus Carlsen    |
| - | 2016    | -                 |
| 4 | 2017    | Levon Aronian     |
| 5 | 2018    | Fabiano Caruana   |
| 6 | 2019    | Magnus Carlsen    |

## 2013
A la primera edició del Grenke Chess Classic hi va participar sis jugadors. El guanyador va ser Viswanathan Anand amb 6½ de 10, seguit de Fabiano Caruana a mig punt.
|   | Jugador                      | Ràting | 1   | 2   | 3   | 4   | 5   | 6   | Total | Vict. | Perf. |
| - | ---------------------------- | ------ | --- | --- | --- | --- | --- | --- | ----- | ----- | ----- |
| 1 | Viswanathan Anand (Índia)    | 2780   |     | ½ ½ | ½ ½ | ½ ½ | 1 1 | ½ 1 | 6½    |       | 2811  |
| 2 | Fabiano Caruana (Itàlia)     | 2757   | ½ ½ |     | 1 ½ | ½ 0 | 1 1 | ½ ½ | 6     |       | 2778  |
| 3 | Georg Meier (Alemanya)       | 2640   | ½ ½ | 0 ½ |     | ½ ½ | 0 1 | ½ 1 | 5     | 2     | 2729  |
| 4 | Michael Adams (Anglaterra)   | 2725   | ½ ½ | ½ 1 | ½ ½ |     | 0 ½ | ½ ½ | 5     | 1     | 2712  |
| 5 | Arkadij Naiditsch (Alemanya) | 2716   | 0 0 | 0 0 | 1 0 | 1 ½ |     | ½ 1 | 4     |       | 2642  |
| 6 | Daniel Fridman (Alemanya)    | 2667   | ½ 0 | ½ ½ | ½ 0 | ½ ½ | ½ 0 |     | 3½    |       | 2614  |

## 2014
L'edició del 2014 es va jugar entre el 6 i 12 de setembre. Hi varen participar vuit jugadors. Es van repartir 20.750 euros en premis, i els dos primers classificas tindrien dret a participar en la següent edició. El GM Arkadij Naiditsch, el jugador més fort d'Alemanya, en va ser el guanyador. Aquesta edició no fou un supertorneig, sinó una competició nacional, ja que els vuit participants eren alemanys. Fou un round robin a una volta, i els dos primers tenien com a premi participar en l'edició de 2015.
|   | Jugador                           | Títol | Club              | Ràting | 1 | 2 | 3 | 4 | 5 | 6 | 7 | 8 | Total | Wins | Ngr. | 1c1 | Perf. |
| - | --------------------------------- | ----- | ----------------- | ------ | - | - | - | - | - | - | - | - | ----- | ---- | ---- | --- | ----- |
| 1 | Arkadij Naiditsch (Alemanya)      | GM    | OSG Baden-Baden   | 2715   |   | ½ | ½ | 1 | 0 | 1 | 1 | 1 | 5     |      |      |     | 2752  |
| 2 | David Baramidze (Alemanya)        | GM    | SV Hockenheim     | 2599   | ½ |   | 0 | 1 | ½ | ½ | 1 | ½ | 4     | 2    |      |     | 2661  |
| 3 | Daniel Fridman (Alemanya)         | GM    | Mülheim-Nord 1931 | 2633   | ½ | 1 |   | ½ | ½ | ½ | ½ | ½ | 4     | 1    |      |     | 2656  |
| 4 | Liviu-Dieter Nisipeanu (Alemanya) | GM    | OSG Baden-Baden   | 2672   | 0 | 0 | ½ |   | 1 | ½ | 1 | ½ | 3½    | 2    | 0    | 1   | 2600  |
| 5 | Matthias Blübaum (Alemanya)       | MI    | SV Werder Bremen  | 2521   | 1 | ½ | ½ | 0 |   | 0 | ½ | 1 | 3½    | 2    | 0    | 0   | 2622  |
| 6 | Georg Meier (Alemanya)            | GM    | OSG Baden-Baden   | 2652   | 0 | ½ | ½ | ½ | 1 |   | ½ | ½ | 3½    | 1    |      |     | 2603  |
| 7 | Dennis Wagner (Alemanya)          | MI    | SV Hockenheim     | 2499   | 0 | 0 | ½ | 0 | ½ | ½ |   | 1 | 2½    |      |      |     | 2523  |
| 8 | Philipp Schlosser (Alemanya)      | GM    | OSG Baden-Baden   | 2582   | 0 | ½ | ½ | ½ | 0 | ½ | 0 |   | 2     |      |      |     | 2455  |

## 2015
El tancat amb vuit jugadors de l'edició del 2015 es va jugar entre els dies 2 i 9 de febrer. Aquesta edició va comptar amb els Grans Mestres Magnus Carlsen, Fabiano Caruana, Viswanathan Anand i Levon Aronian, entre d'altres, i el torneig va aconseguir una mitjana d'Elo de 2752 punts, cosa que en feu l'edició del torneig més forta fins al moment.
 El guanyador va ser Magnus Carlsen després de derrotar per 3–2 Arkadij Naiditsch en un desempat a cinc partides (dues semiràpides, dues ràpides, i una armageddon).
|   | Jugador                      | Ràting | 1 | 2 | 3 | 4 | 5 | 6 | 7 | 8 | Total | Des. | Vic. | Perf. |
| - | ---------------------------- | ------ | - | - | - | - | - | - | - | - | ----- | ---- | ---- | ----- |
| 1 | Magnus Carlsen (Noruega)     | 2865   |   | 0 | 1 | ½ | ½ | ½ | 1 | 1 | 4½    | 3    |      | 2835  |
| 2 | Arkadij Naiditsch (Alemanya) | 2706   | 1 |   | ½ | ½ | ½ | ½ | ½ | 1 | 4½    | 2    |      | 2858  |
| 3 | Michael Adams (Anglaterra)   | 2738   | 0 | ½ |   | ½ | ½ | ½ | 1 | 1 | 4     |      | 2    | 2802  |
| 4 | Fabiano Caruana (Itàlia)     | 2811   | ½ | ½ | ½ |   | 1 | ½ | ½ | ½ | 4     |      | 1    | 2791  |
| 5 | Levon Aronian (Armènia)      | 2777   | ½ | ½ | ½ | 0 |   | ½ | 1 | ½ | 3½    |      | 1    | 2746  |
| 6 | Étienne Bacrot (França)      | 2711   | ½ | ½ | ½ | ½ | ½ |   | ½ | ½ | 3½    |      | 0    | 2755  |
| 7 | Viswanathan Anand (Índia)    | 2797   | 0 | ½ | 0 | ½ | 0 | ½ |   | 1 | 2½    |      |      | 2641  |
| 8 | David Baramidze (Alemanya)   | 2594   | 0 | 0 | 0 | ½ | ½ | ½ | 0 |   | 1½    |      |      | 2544  |
Notes
- Desempat final amb partides semiràpid/blitz/armageddon: Magnus Carlsen guanya a Arkadij Naiditsch, 3–2.[12]
- Elo segons la llista de la FIDE de 2015.[13]

## 2017
L'edició de 2017 es va celebrar del 15 al 22 d'abril. Les primeres tres rondes es disputaren a Karlsruhe en paral·lel al Grenke Chess Open. Després d'un dia de descans, el torneig es desplaçà a Baden-Baden. A banda del campió del món, Magnus Carlsen, el quadre incloïa els Top 10 mundials Caruana, Vachier-Lagrave i Aronian, i la número 1 femenina, Yifan Hou. El torneig el va guanyar Levon Aronian, amb un punt i mig d'avantatge sobre el segon classificat.
|     | Jugador                         | Ràting | 1 | 2 | 3 | 4 | 5 | 6 | 7 | 8 | Total | Vic. | Ngr. | 1c1 | Perf. |
| --- | ------------------------------- | ------ | - | - | - | - | - | - | - | - | ----- | ---- | ---- | --- | ----- |
| 1   | Levon Aronian (Armènia)         | 2774   |   | ½ | ½ | 1 | 1 | 1 | 1 | ½ | 5½    | 4    |      |     | 2953  |
| 2   | Fabiano Caruana (Estats Units)  | 2817   | ½ | * | ½ | 1 | 0 | ½ | ½ | 1 | 4     | 2    |      |     | 2767  |
| 3   | Magnus Carlsen (Noruega)        | 2838   | ½ | ½ | * | ½ | ½ | ½ | ½ | 1 | 4     | 1    |      |     | 2764  |
| 4   | Arkadij Naiditsch (Azerbaidjan) | 2702   | 0 | 0 | ½ | * | ½ | 1 | 1 | ½ | 3½    | 2    | 2    |     | 2733  |
| 5   | Hou Yifan (Xina)                | 2649   | 0 | 1 | ½ | ½ | * | 0 | ½ | 1 | 3½    | 2    | 1    |     | 2741  |
| 6   | Maxime Vachier-Lagrave (França) | 2803   | 0 | ½ | ½ | 0 | 1 | * | 1 | ½ | 3½    | 2    | 0    |     | 2719  |
| 7–8 | Matthias Blübaum (Alemanya)     | 2634   | 0 | ½ | ½ | 0 | ½ | 0 | * | ½ | 2     | 0    | 0    | ½   | 2585  |
| 7–8 | Georg Meier (Alemanya)          | 2621   | ½ | 0 | 0 | ½ | 0 | ½ | ½ | * | 2     | 0    | 0    | ½   | 2587  |

## 2018
|     | Jugador                         | Ràting | 1 | 2 | 3 | 4 | 5 | 6 | 7 | 8 | 9 | 10 | Total | Vic. | Ngr. | 1c1 | Perf. |
| --- | ------------------------------- | ------ | - | - | - | - | - | - | - | - | - | -- | ----- | ---- | ---- | --- | ----- |
| 1   | Fabiano Caruana (Estats Units)  | 2784   |   | ½ | 1 | 1 | ½ | ½ | 1 | ½ | ½ | 1  | 6½    | 4    | 3    |     | 2896  |
| 2   | Magnus Carlsen (Noruega)        | 2843   | ½ | * | ½ | ½ | ½ | ½ | 1 | ½ | 1 | ½  | 5½    | 2    | 1    |     | 2803  |
| 3–4 | Maxime Vachier-Lagrave (França) | 2789   | 0 | ½ | * | ½ | ½ | ½ | ½ | 1 | 1 | ½  | 5     | 2    | 1    | ½   | 2772  |
| 3–4 | Nikita Vitiúgov (Rússia)        | 2735   | 0 | ½ | ½ | * | ½ | 1 | ½ | ½ | ½ | 1  | 5     | 2    | 1    | ½   | 2778  |
| 5   | Levon Aronian (Armènia)         | 2794   | ½ | ½ | ½ | ½ | * | ½ | 1 | ½ | ½ | ½  | 5     | 1    | 0    |     | 2772  |
| 6   | Matthias Blübaum (Alemanya)     | 2631   | ½ | ½ | ½ | 0 | ½ | * | ½ | 1 | ½ | ½  | 4½    | 1    | 0    |     | 2747  |
| 7   | Arkadij Naiditsch (Azerbaijan)  | 2701   | 0 | 0 | ½ | ½ | 0 | ½ | * | ½ | ½ | 1  | 3½    | 1    | 1    |     | 2659  |
| 8–9 | Viswanathan Anand (Índia)       | 2776   | ½ | ½ | 0 | ½ | ½ | 0 | ½ | * | ½ | ½  | 3½    | 0    | 0    | ½   | 2651  |
| 8–9 | Hou Yifan (Xina)                | 2654   | ½ | 0 | 0 | ½ | ½ | ½ | ½ | ½ | * | ½  | 3½    | 0    | 0    | ½   | 2664  |
| 10  | Georg Meier (Alemanya)          | 2648   | 0 | ½ | ½ | 0 | ½ | ½ | 0 | ½ | ½ | *  | 3     | 0    | 0    |     | 2620  |

Notes
- Els desempats eren: 1) nombre de victòries; 2) nombre de victòries amb negres; 3) enfrontament directe.[17][18]
- El Grenke Chess Open A de 2018 en format torneig suís el va guanyar l'alemany Vincent Keymer, de només 13 anys, amb un marcador de 8/9.[19] Keymer es va classificar així pel Grenke Chess Classic 2019.[20]